# 集英社新書
集英社新書（しゅうえいしゃしんしょ、SHUEISHA SHINSHO）は、集英社が発行している新書レーベル。1999年12月に刊行開始。通号第1番は、五木寛之著『知の休日』。装幀は原研哉。カバーには水の上を船で行く人のイラストが描かれ、"A pilot of wisdom"という言葉が入っている。
2014年11月、装丁がリニューアルされた。色はシャンパンゴールドが用いられ、タイトルのフォントはゴシック体になった。創刊以来、表紙（表表紙）に入るタイトルは基本的に縦書きであったが、リニューアルに伴い、横書きで入る例も出てきた。
朽木ゆり子著『フェルメール：全点踏破の旅』、尾田栄一郎・内田樹共著『ONE PIECE STRONG WORDS【上・下】』、金子達仁・小林紀晴共著『美女の一瞬』などの集英社新書ヴィジュアル版（第1号は田中優子・石山貴美子共著『江戸を歩く』）や、椎名誠著『風景は記憶の順にできていく』などの集英社新書ノンフィクションもある。
なお、通号と共にジャンルの記号が付記されていることも特色の一つである。
- A：政治・経済
- B：社会
- C：哲学・思想
- D：歴史・地理
- E：教育・心理
- F：文芸・芸術
- G：科学
- H：ホビー・スポーツ
- I：医療・健康
- N：ノンフィクション

## 創刊ラインナップ
- 五木寛之『知の休日：退屈な時間をどう遊ぶか』ISBN　978-4-08-720001-0
- 大岡信『北米万葉集：日系人たちの望郷の歌』ISBN　978-4-08-720002-7
- 奥本大三郎『博物学の巨人：アンリ・ファーブル』ISBN　978-4-08-720003-4
- 小林恭二『悪への招待状：幕末・黙阿弥歌舞伎の愉しみ』ISBN　978-4-08-720004-1
- 佐藤文隆『物理学の世紀：アインシュタインの夢は報われるか』ISBN　978-4-08-720005-8
- 杉本苑子『女性はどう学んできたか：卑弥呼から江戸庶民の女まで』ISBN　978-4-08-720006-5
- 広瀬隆『アメリカの経済支配者たち』ISBN　978-4-08-720007-2
- 松本章男『京都　花の道をあるく』ISBN　978-4-08-720008-9
- 宮城谷昌光『クラシック千夜一曲：音楽という真実』ISBN　978-4-08-720009-6
- 毛利子来『子育ての迷い解決法10の知恵』ISBN　978-4-08-720010-2

## おもな書籍
- 五木寛之『知の休日：退屈な時間をどう遊ぶか』1999年
- 樋口裕一『ホンモノの文章力』2000年、『ホンモノの思考力』2003年
- 筑紫哲也『ニュースキャスター』2002年
- 橋本治『上司は思いつきでものを言う』2004年
- ラース・スヴェンセン著、鳥取絹子訳『退屈の小さな哲学』2005年
- 太田光、中沢新一『憲法九条を世界遺産に』2006年
- 堀切和雅『娘よ、ゆっくり大きくなりなさい：ミトコンドリア病の子と生きる』2006年
- 姜尚中『悩む力』2008年
- 荒木飛呂彦『[[荒木飛呂彦の奇妙なホラー映画論]]』2011年、『荒木飛呂彦の超偏愛! 映画の掟』2013年
- 中野剛志『TPP亡国論』2011年。ISBN　978-4-08-720584-8
- 植島啓司『日本の聖地ベスト100』2012年。ISBN　978-4-08-720639-5
- 堤未果『沈みゆく大国アメリカ』2014年。ISBN　978-4-08-720763-7
- 水野和夫『資本主義の終焉と歴史の危機』2014年。ISBN　978-4-08-720732-3
- 中田考『イスラーム　生と死と聖戦』2015年。ISBN　978-4-08-720764-4
- 丹道夫『「富士そば」は、なぜアルバイトにもボーナスを出すのか』2017年。ISBN　978-4-08-721008-8
- 白井聡『国体論：菊と星条旗』2018年。ISBN　978-4-08-721028-6
- エドワード・スノーデン『スノーデン　監視大国日本を語る』2018年。ISBN　978-4-08-721045-3
- 中川裕『アイヌ文化で読み解く「ゴールデンカムイ」』2019年。ISBN　978-4-08-721072-9
- 塙宣之（中村計：聞き手）『言い訳：関東芸人はなぜM-1で勝てないのか』2019年。ISBN　978-4-08-721087-3
- 三上智恵『証言　沖縄スパイ戦史』2020年。ISBN　978-4-08-721111-5
- 斎藤幸平『人新世の「資本論」』2020年。ISBN　978-4-08-721135-1
- 伊藤亜紗編『「利他」とは何か』2021年。ISBN　978-4-08-721158-0
- 西井開『「非モテ」からはじめる男性学』2021年。ISBN　978-4-08-721176-4
- 斉加尚代『何が記者を殺すのか：大阪発ドキュメンタリーの現場から』2022年。ISBN　978-4-08-721210-5
- 神谷悠一『差別は思いやりでは解決しない：ジェンダーやLGBTQから考える』2022年。ISBN　978-4-08-721226-6
- レジ―『ファスト教養：10分で答えが欲しい人たち』2022年。ISBN　978-4-08-721233-4
- 鈴木敏夫責任編集『スタジオジブリ物語』2023年。ISBN　978-4-08-721268-6
- 周司あきら・高井ゆと里『トランスジェンダー入門』2023年。ISBN　978-4-08-721274-7